# Tricentra flavimargo
Tricentra flavimargo là một loài bướm đêm trong họ Geometridae.